# 八千代市立東高津中学校
八千代市立東高津中学校 (やちよしりつ ひかしたかつちゅうがっこう)は、千葉県八千代市高津にある公立中学校。

## 歴史
- 1985年(昭和60年) 八千代市立高津中学校より分離独立開校。
- 1986年(昭和61年) 校歌、校旗の制定
- 1995年(平成7年)   教育用コンピューターの公開研究会開催。
- 2020年(令和2年)   新型コロナウイルスの感染防止対策のため休校。

## 概要
学校目標は創造・友愛・健康。

## 校歌
作詞者は、佐伯嵩夫、吉村昌彦。作曲者は、市場幸介。

## 交通
- 東葉高速鉄道八千代緑が丘駅より東洋バス医療センター線八千代台駅行高津観音下車徒歩4分。
- 京成電鉄八千代台駅より東洋バス医療センター線八千代緑が丘駅行高津観音下車徒歩4分。